# 내털리 모랄레스 (배우)
내털리 모랄레스(Natalie Morales, 1985년 2월 15일 ~ )는 미국의 배우,  영화 감독, 작가이다.

## 출연 작품
- 스투버 (2019년)
- 스파이더맨: 뉴 유니버스 (2018년)
- 빌리 진 킹: 세기의 대결 (2017년) - 로지 커샐스 역
- 더 그라인더 (2015년)
- 트로피 와이프 (2013년)
- 식스 먼스 룰 (2011년)
- 프리로더스 (2011년)
- 고잉 더 디스턴스 (2010년)
- 월 스트리트: 머니 네버 슬립스 (2010년)

### 텔레비전
- 미들맨 (2008, The Middleman)
- 화이트 칼라 (2009-10) - 로런 크루즈 역
- 팍스 앤 레크리에이션 (2010-15) - 루시 역
- 뉴스룸 (2012)